# Vallée de la Mort
Pour les articles homonymes, voir Death Valley.
La vallée de la Mort (en anglais : Death Valley) est une vallée du désert des Mojaves (États-Unis) située en Californie et incluse dans le parc national de la vallée de la Mort. Il s'agit d'un rift endoréique de forme allongée et orienté nord-sud. Son point le plus bas, Badwater, est, avec −85,5 mètres sous le niveau de la mer, le point le plus bas des États-Unis. La température la plus élevée enregistrée sur Terre l'a été le 10 juillet 1913 à Furnace Creek avec 56,7 °C.

## Géographie

### Localisation
La vallée de la Mort est située dans le Sud-Ouest des États-Unis, dans le Sud-Est de la Californie, en bordure méridionale du Grand Bassin des États-Unis et à l'est de la Sierra Nevada. Elle s'étend sur les comtés d'Inyo et de San Bernardino, le long de la frontière avec le Nevada.
Elle constitue une grande partie du parc national de la vallée de la Mort et est la principale caractéristique de la réserve de biosphère des déserts des Mojaves et du Colorado.

### Relief
Cette vallée est entièrement située dans la province géologique de Basin and Range, vaste région caractérisée par une extension continentale à l'origine de blocs basculés définissant des horsts séparés par des grabens.
La vallée correspond à un rift qui s'étend du nord au sud entre le chaînon Amargosa à l'est et le chaînon Panamint à l'ouest, les chaînes montagneuses Sylvania et Owlshead (en) forment respectivement ses frontières nord et sud. Elle a une superficie d'environ 7 800 km2.
Badwater, un bassin situé dans la vallée de la Mort, est l'endroit le plus bas des États-Unis avec 85,5 mètres en dessous du niveau de la mer. Ce point est seulement à 123 kilomètres à l'est du mont Whitney, le point le plus élevé des États-Unis contigus avec une altitude de 4 417 mètres.

### Climat
La vallée de la Mort constitue un désert d'abri faisant partie du désert des Mojaves qui est comme caché par trois chaînes montagneuses (Sierra Nevada, montagnes Inyo (en) & chaînon Argus, et chaînon Panamint) qui le privent de l'arrivée éventuelle de vents porteurs de nuages chargés de pluie qui soufflent de l'ouest au-dessus des eaux chaudes du Pacifique, ce qui crée un phénomène d'ombre pluviométrique. Il possède ainsi un climat subtropical, désertique chaud typique. L'été est long, torride et très sec alors que l'hiver est court, tempéré avec des journées douces et des nuits froides. La pluie tombe en hiver, bien que rare même en cette saison. Le cumul annuel est inférieur à 300 mm, le désert des Mojaves est l'un des déserts les plus secs au monde. Entre juin et août inclus, la température dépasse presque tous les jours 45 °C et parfois atteint ou excède 50 °C ; les températures moyennes hivernales se situent aux alentours des 20 °C. Les nuits estivales sont chaudes (la température ne descend pas en dessous de 27 °C).
La température la plus haute jamais relevée dans la vallée de la Mort, qui est également la température la plus haute jamais enregistrée sur Terre, est de 56,7 °C le 10 juillet 1913 à Furnace Creek (des doutes subsistent toutefois quant à la validité de ce record). Durant la canicule extrême qui s'est produite pendant cette période, la température est montée jusqu'à 54 °C ou plus pendant cinq jours consécutifs (le record de chaleur absolu mondial mesuré le 13 septembre 1922 à El Azizia en Libye avec 57,7 °C a été invalidé le 13 septembre 2012). Le 30 juin 2013, durant une autre canicule, la température a atteint 54 °C à Furnace Creek, ce qui constitue le nouveau record pour le mois de juin à cet endroit.
En 2001, la température atteint 38 °C ou plus pendant 154 jours consécutifs en été. L'été 1996 eut quarante jours au-dessus de 49 °C et 105 jours au-dessus de 43 °C. La période se trouvant entre 1931 et 1934 fut la plus sèche avec seulement 16 mm de précipitations sur une durée de plus de quarante mois.
La température moyenne annuelle de la vallée de la Mort relevée à Furnace Creek est de 25 °C avec une moyenne de 19 °C en janvier et une moyenne de 47 °C en juillet[réf. nécessaire]. Entre avril et octobre 1992, la température atteint 32 °C ou plus pendant 205 jours consécutifs.
Le 12 juillet 2012, la température la plus basse de la journée fut de 42 °C, ce qui est le record mondial de la température basse la plus chaude. Dans le même jour, la température moyenne journalière fut de 47 °C, ce qui est la température moyenne journalière la plus haute au monde.
Le 22 avril 1922, la vallée de la Mort a enregistré la plus haute température d'avril en Amérique du Nord, celle-ci ayant été de 45 °C. Le 15 juillet 1972, Furnace Creek a connu la plus haute température du sol jamais enregistrée qui a été de 93,9 °C, ce qui revient à dire que le sol était presque bouillant. Le 30 juin 2013, la vallée de la Mort voit la température monter jusqu'à 54 °C, ce qui est la température la plus élevée au monde pour un mois de juin.
Le 16 août 2020, une température de 54,4 degrés Celsius (130 °F) a été relevée à Furnace Creek, ce qui en faisait la température absolue la plus élevée sur Terre depuis 1931 (55 °C à Kébili, Tunisie). La nuit du 16 au 17 août 2020, la température n'est pas descendue en dessous de 40 °C. La température minimale moyenne au cours du mois d'août 2020 fut supérieure à 33,4 °C avec un minimum à 29 °C et un maximum à 40 °C. La température moyenne au cours du mois d'août 2020 fut supérieure à 40,8 °C. La température maximale moyenne au cours du mois d'août 2020 fut supérieure à 48,2 °C avec un minimum à 43 °C et un maximum à 54,4 °C.[réf. nécessaire]
La température la plus basse jamais enregistrée dans la vallée de la Mort fut de −9,5 °C à Greenland Ranch. La vallée de la Mort comptabilise une durée d'ensoleillement moyenne annuelle de 3 625 heures soit environ 80 % du temps.
Les étés les plus chauds du monde se rencontrent dans les déserts d'Afrique, du Moyen-Orient, et dans la vallée de la Mort.
| Mois                                  | jan.    | fév.    | mars    | avril   | mai     | juin    | jui.      | août    | sep.    | oct.    | nov.    | déc.    | année          |
| ------------------------------------- | ------- | ------- | ------- | ------- | ------- | ------- | --------- | ------- | ------- | ------- | ------- | ------- | -------------- |
| Température minimale moyenne (°C)     | 5,8     | 9,4     | 13,9    | 18,2    | 23,9    | 28,9    | 32,8      | 31,5    | 26,2    | 18      | 10,3    | 5,1     | 18,7           |
| Température moyenne (°C)              | 12,7    | 16,3    | 21      | 25,5    | 31      | 36,4    | 40,1      | 39,1    | 34,1    | 26,1    | 17,8    | 11,9    | 26             |
| Température maximale moyenne (°C)     | 19,6    | 23,2    | 28,1    | 32,8    | 38,2    | 43,9    | 47,4      | 46,6    | 42,1    | 34,1    | 25,2    | 18,7    | 33,3           |
| Record de froid (°C) date du record   | −9 1913 | −7 1990 | −3 1989 | 2 1921  | 6 1930  | 9 1923  | 17 1927   | 18 1990 | 5 1924  | 0 1924  | −4 1921 | −7 1924 | −9 1913        |
| Record de chaleur (°C) date du record | 32 2021 | 36 1986 | 39 2015 | 45 2012 | 50 2000 | 53 2021 | 56,7 1913 | 54 2020 | 52 2020 | 45 2012 | 37 1988 | 32 1949 | 56,7 10/7/1913 |
| Ensoleillement (h)                    | 217     | 226     | 279     | 330     | 372     | 390     | 403       | 372     | 330     | 310     | 210     | 186     | 3 625          |
| Précipitations (mm)                   | 9,4     | 13,2    | 6,4     | 2,5     | 0,8     | 1,3     | 2,5       | 2,5     | 5,1     | 3       | 2,5     | 6,6     | 55,8           |
| Nombre de jours avec précipitations   | 2,4     | 2,9     | 2       | 1,1     | 0,9     | 0,3     | 1,1       | 0,9     | 0,8     | 1,1     | 0,9     | 1,6     | 16             |

| Diagramme climatique                                  |             |             |             |             |             |             |             |             |         |             |            |
| J                                                     | F           | M           | A           | M           | J           | J           | A           | S           | O       | N           | D          |
| 19,65,89,4                                            | 23,29,413,2 | 28,113,96,4 | 32,818,22,5 | 38,223,90,8 | 43,928,91,3 | 47,432,82,5 | 46,631,52,5 | 42,126,25,1 | 34,1183 | 25,210,32,5 | 18,75,16,6 |
| Moyennes : • Temp. maxi et mini °C • Précipitation mm |             |             |             |             |             |             |             |             |         |             |            |

### Géologie

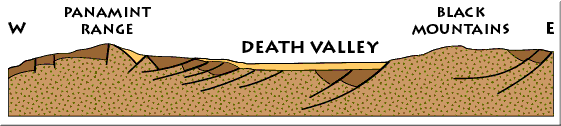
Croquis géologique de la vallée de la Mort. Les lignes noires représentent les principales failles.

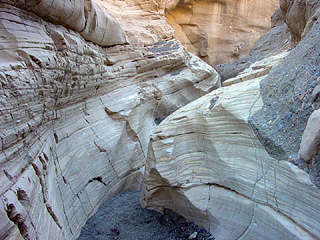
Roches polies par les crues soudaines dans Mosaic Canyon.

Le socle précambrien est formé d'un dépôt sédimentaire composé essentiellement de roches carbonées (principalement de calcaire) et couronné de stromatolithes. Les phases sédimentaires sont entrecoupées par des séquences volcaniques et de métamorphisme régional.
Le paysage de la vallée de la Mort au Précambrien correspond à une mer peu profonde. À partir du milieu du Mésozoïque vers 200 Ma, la subduction de la plaque Farallon sous la plaque nord-américaine transforme la marge passive en marge active, formant la province géologique de Basin and Range et une chaîne de volcans principalement à l'ouest de la vallée, dont la Sierra Nevada. Le magmatisme de subduction est également à l'origine d'un pluton granitique, mis en place vers la fin du Mésozoïque : la circulations de fluides hydrothermaux provenant du magma est un mécanisme de concentration d'eaux chargées de minéraux métalliques (cuivre, argent, or, plomb) qui cristallisent dans le réseau de fractures développé au contact du pluton, d'où la présence de minerais.
L'histoire géologique de cette plateforme carbonatée est marquée par une tectonique extensive qui débute à l'Éocène, délimitant un profond fossé d'effondrement dès l'Oligocène, tectonique qui reste active aujourd'hui. Au Pléistocène, la vallée est régulièrement inondée par des eaux de ruissellement et d'infiltration qui dissolvent divers sels sur leur trajet, principalement sur les reliefs avoisinants : les lacs transitoires, en raison de l'évaporation intense, favorisent les dépôts d’évaporites (borax issu probablement du lessivage des cendres abondantes des volcans, sel gemme…).
Les séismes de petite magnitude sont fréquents.
Si l'érosion a aplani les crêtes des montagnes avoisinantes, leur relief reste marqué par les canyons. Le ravinement, causé principalement par des torrents aujourd'hui asséchés, est important présente sous forme de canyons. Le sol et les flancs de ces gorges portent les traces des flash floods, crues soudaines qui surviennent brutalement lors d'orages torrentiels (présence de gros rochers rejetés en haut des parois, marbre de Mosaic Canyon résultant du métamorphisme de la dolomite et formant une crevasse de 800 m de long de roches polies par ces crues éclair).
Depuis la fin du XXe siècle, un curieux phénomène géologique se produit dans l'ancien lit du lac asséché de Racetrack Playa. Des pierres mouvantes (certaines faisant plus de 300 kg) se déplacent en laissant derrière elles une trace dans le sable.

### Faune et flore

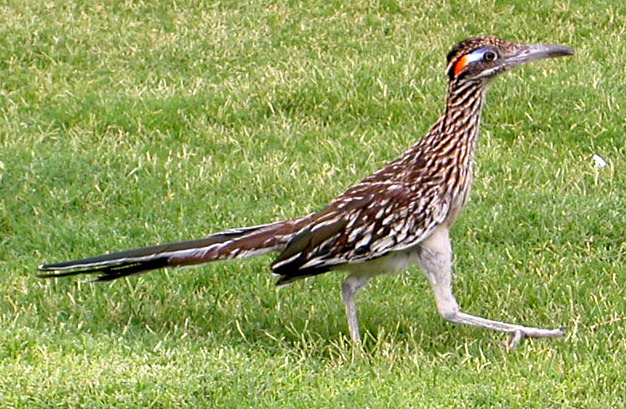
Grand Géocoucou au Centre des visiteurs du parc national de la Vallée de la mort en Californie.

La vallée de la Mort regroupe plus de 400 espèces végétales et animales.
Des poissons endémiques (Cyprinodon salinus (en)) appelés localement pupfish (en) vivent dans les quelques sources restantes, fortement salées.
Plusieurs espèces de reptiles vivent dans la vallée de la Mort, par exemple, le serpent à sonnette ou le crotale cornu.
On y retrouve aussi des canidés, comme le coyote.
Les pluies torrentielles en fin d'été peuvent transformer cette vallée en un désert fleuri.

## Histoire
La vallée de la Mort est le foyer de la tribu autochtone Timbisha, anciennement connue sous le nom de Panamint Shoshone, qui ont habité la vallée pendant au moins un millénaire. Timbisha, qui était le nom de la vallée tümpisa, signifie « la peinture de roche » et se réfère à la peinture à l'ocre rouge qui peut être faite à partir d'un type d'argile trouvés dans la vallée.
Certaines familles vivent encore dans la vallée à Furnace Creek. Un autre village se trouvait à Grapevine Canyon, près du site actuel du Scotty's Castle. En langue timbisha, les autochtones l'appelaient maahunu, dont le sens est incertain, bien que l'on sait que hunu signifie « canyon ». La vallée a reçu son nom anglais en 1849, pendant la ruée vers l'or en Californie. Elle a été appelée Death Valley par des prospecteurs et d'autres[Quoi ?] qui cherchaient à traverser la vallée, sur leur chemin vers les champs aurifères.
Piégés pendant plusieurs mois dans une vallée sèche et presque dépourvue de toute vie animale ou végétale, ils lui donnèrent le nom de « Death Valley » (vallée de la Mort). Ils survécurent en brûlant le bois des véhicules, en mangeant leurs bœufs et en trouvant des sources d'eau. Le site qu’ils occupèrent a été identifié près des dunes de sable et appelé « Burned Wagons Camp » (le camp des chariots brûlés). Ils réussirent à quitter la vallée par le col de Wingate Pass. Une femme aurait dit avant de partir « Goodbye Death Valley ! » (« Au revoir vallée de la Mort ! »). En réalité, un seul membre de l'expédition, nommé Culverwell, âgé et malade, était mort dans la vallée. William Lewis Manly faisait partie de l’expédition et écrivit un récit autobiographique intitulé Death Valley in '49 et qui relatait son aventure et qui a fait connaître la région.
Pendant les années 1850, l'or et l'argent ont été extraits dans la vallée. Dans les années 1880, le borax a été découvert et extrait par wagons tirés par des mules.
Elle a été nommée Death Valley le 11 février 1933, par le président Herbert Hoover, et placée sous la protection fédérale. En 1994, le site a été renommé Death Valley National Park pour inclure la vallée de Saline (en) et la vallée d'Eureka (en).

## Tourisme

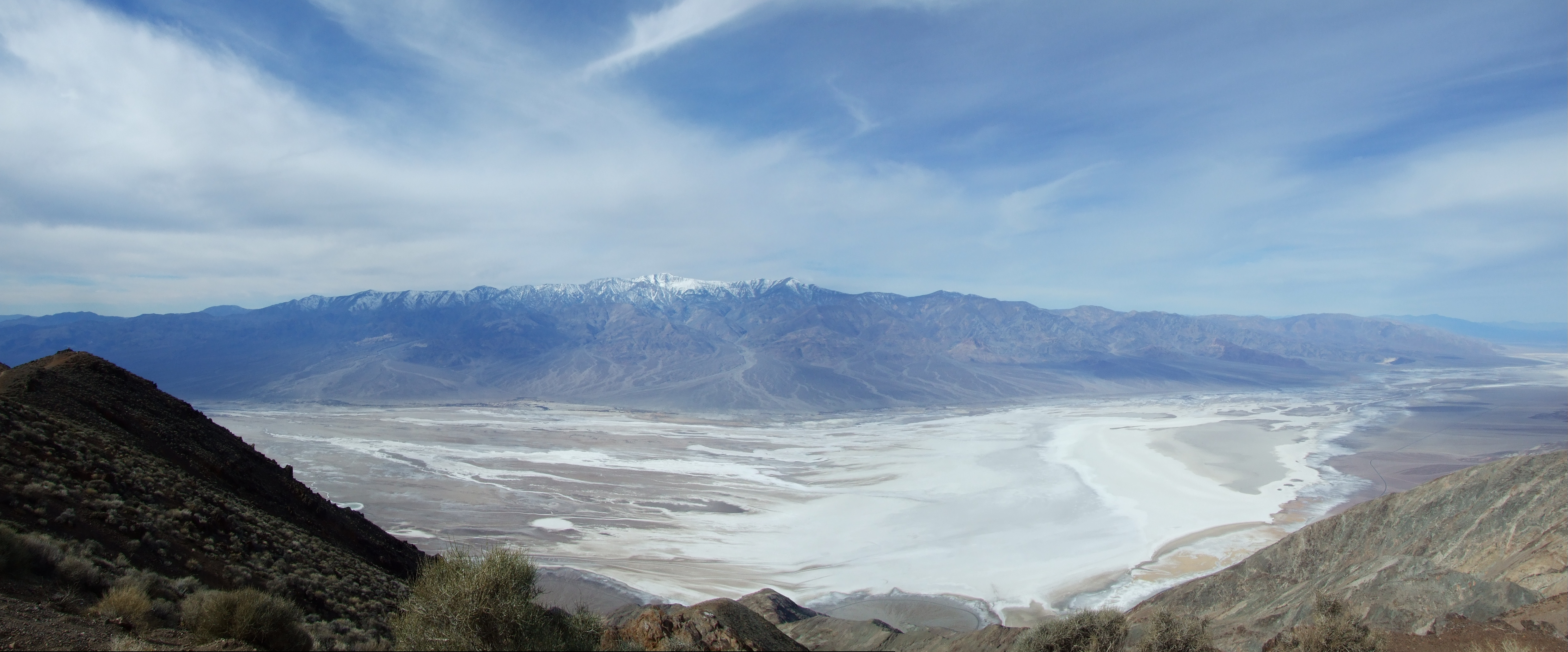
Vue panoramique de la vallée de la Mort depuis Dante's View avec le chaînon Panamint en face et le pic Telescope enneigé, son point culminant.